# Ligne 204 (Infrabel)
La ligne 204 est une ligne ferroviaire industrielle belge qui va de Gand à Zelzate.
Elle a une longueur de 15 km.

## Tracé

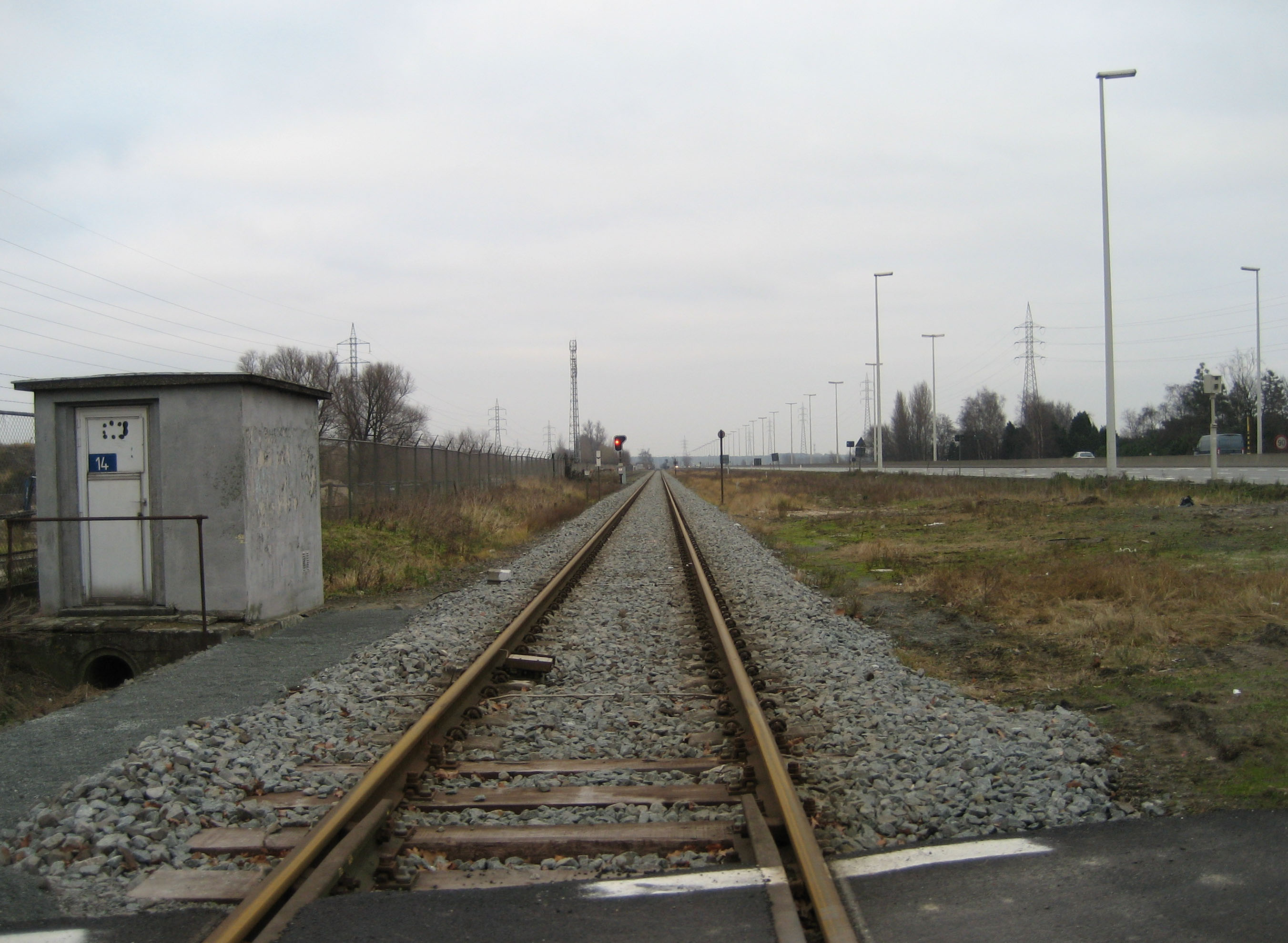
Vue le long de la ligne vers le nord

La ligne 204 est connectée à la ligne 58 au Y de Boma au sud de la gare de triage de Sint-Amandsberg. Elle mène au nord-est parallèlement à la route R4 et passe Oostakker, Desteldonk et Sint-Kruis-Winkel où il y a un lien vers les usines de Arcelor Mittal. Après cet endroit, en quittant l'arrondissement de Gand la ligne tournait anciennement vers l'ouest et juste avant le Canal Gand-Terneuzen vers le nord. Elle se terminait aux usines chimiques de Zelzate.